# Ивайпоран (микрорегион)

Ивайпоран на карте.

Ивайпоран (порт. Microrregião de Ivaiporã) — микрорегион в Бразилии, входит в штат Парана. Составная часть мезорегиона Северо-центральная часть штата Парана. 
Население составляет 	137 649	 человек (на 2010 год). Площадь — 	6154,282	 км². Плотность населения — 	22,37	 чел./км².

## Демография
Согласно сведениям, собранным в ходе переписи 2010 г. Национальным институтом географии и статистики (IBGE), население микрорегиона составляет:						
| Полное население                             | Полное население                             | Полное население                             | Полное население                             | 137 649 |
| -------------------------------------------- | -------------------------------------------- | -------------------------------------------- | -------------------------------------------- | ------- |
| в том числе:                                 | Городское население                          | 82 600                                       | Процент городского населения, %              | 60,01   |
|                                              | Сельское население                           | 55 049                                       | Процент сельского населения, %               | 39,99   |
|                                              | Мужское население                            | 68 759                                       | Процент мужского населения, %                | 49,95   |
|                                              | Женское население                            | 68 890                                       | Процент женского населения, %                | 50,05   |
| Плотность населения, чел/км²                 | Плотность населения, чел/км²                 | Плотность населения, чел/км²                 | Плотность населения, чел/км²                 | 22,37   |
| Население микрорегиона в % к населению штата | Население микрорегиона в % к населению штата | Население микрорегиона в % к населению штата | Население микрорегиона в % к населению штата | 1,32    |

## Статистика
- Валовой внутренний продукт на 2003 год составляет 934 892 147,00 реалов (данные: Бразильский институт географии и статистики).
- Валовой внутренний продукт на душу населения на 2003 год составляет 6788,39 реалов (данные: Бразильский институт географии и статистики).
- Индекс развития человеческого потенциала на 2000 год составляет 0,714 (данные: Программа развития ООН).

## Состав микрорегиона
В составе микрорегиона включены следующие муниципалитеты:
1. Арапуан
2. Ариранья-ду-Иваи
3. Кандиду-ди-Абреу
4. Годой-Морейра
5. Грандис-Риус
6. Ивайпоран
7. Жардин-Алегри
8. Лидианополис
9. Лунарделли
10. Мануэл-Рибас
11. Нова-Тебас
12. Риу-Бранку-ду-Иваи
13. Розариу-ду-Иваи
14. Сан-Жуан-ду-Иваи
15. Сан-Педру-ду-Иваи